# Instrumento Compuesto Personal
Instrumento Compuesto Personal (PCI) – es una clase de instrumentos sintéticos financieros[1],[2], formada por la expresión del portafolio de inversiones base en las unidades del portafolio cotizado. En la forma matemática el valor o la tasa del PCI se expresa mediante la siguiente fracción[4]:
{\displaystyle PCI={\frac {\sum _{i=1}^{M}N_{i}\cdot P_{B}^{i}}{\sum _{j=1}^{N}N_{j}\cdot P_{Q}^{j}}}={\frac {B(USD)}{Q(USD)}}}
Aquí, B y Q representan el valor de los portafolios base y cotizado, respectivamente. En el caso más simple, el valor de dos activos diferentes, por ejemplo GOOGLE y APPLE, corresponde al numerador y denominador. Las operaciones comerciales con el PCI están realizadas de la siguiente forma – consideremos el ejemplo de la operación COMPRA:
- Definición del volumen del activo comprado – parte base del PCI;
- Determinación del volumen de la parte cotizada mediante la tasa del PCI;
- La venta del volumen necesario de la parte cotizada y adquisición del activo base.

La operación de VENTA de PCI se realiza de forma similar.
Como para cualquier instrumento sintético, el objetivo de creación de un PCI es la optimización de las características de la inversión, tales como relación de rendimiento/riesgo, horizonte de predicción, el volumen analítico de información, y muchos otros. La optimización está realizada para todos los instrumentos comerciales estándares. Consideremos el ejemplo de la situación del mercado, donde el análisis fundamental comparativo de dos compañías puede hacerse menos polémico y requerir menos tiempo que la estimación de las características de inversión de una sola compañía en el mercado global. En un caso más general de construcción de PCI, se usan portafolios con las características de inversión requeridas en vez de los activos base y cotizado.